# 王蕃
王蕃（228年—266年），字永元，庐江（今安徽庐江西南）人，三国时吳國官員。以博学多才著称，后因处事刚正被孙皓所杀，官至散騎常侍。他对天文、历法都有精深研究，曾制作浑天仪，编制《乾象历》。

## 生平
王蕃始為尚書郎，后免官。孫休即位后，王蕃與賀邵、薛瑩、虞汜俱為散騎中常侍，皆加駙馬都尉。当时人对王蕃的评价甚高。后王蕃作为使者前往蜀汉，蜀汉人对其称道。回到吴国后，王蕃任夏口監軍。
孙皓即位后，他重为常侍，和万彧同官。王蕃本和孙皓有旧，但這友情招來萬彧妒忌，受其多次與孫皓寵臣中書丞陳聲在孫皓面前挑撥離間，加上自身刚正，逐渐和孙皓产生矛盾。
甘露二年（266年），丁忠出使西晉歸國後，王蕃受到孫皓邀請赴宴，當時王蕃大醉倒地，受到孫皓懷疑而不高興，並被抬出外。不久王蕃被召回宴會，還是不清醒，因自身性格威嚴而舉止自若，孫皓氣得召其手下將王蕃斬死，雖受到滕牧和留平的求情但不成，王蕃被斬於大殿，享年三十九歲，屍體被拋在野外，家属流放广州。丞相陸凱曾在奏疏中痛惜此事。

## 家庭
有弟弟王著、王延，也是一時名士，可惜死於郭馬之亂。

## 學術貢獻
王蕃通晓天文、数学。撰有《浑天图记》、《浑天象注》，曾根据浑天说和长期的天象观察，精心制作浑天仪，以三分之长为一度，周长一丈零九寸六分，介于古浑仪和张衡制浑仪式之间，在“浑仪”上，周天为三六五又五八九分度之百四十五。“浑仪”可以标明天球与日月星辰的运行，从而说明冬至、夏至、春分、秋分等节气，以及何时昼长夜短，何时昼短夜长，何时昼夜相当，他由此制订了《乾象历》。
王蕃认为：日距离其下临之地为八万里，以此为股，以一万五千里为勾，应用已知的勾股求弦法，测出日距阳城（今河南登封）为八万一千三百九十四里三十步五尺三寸五分，再以阳城为中心，以阳城与日距离为半径，算出周天长度。他采用的圆周率为π=3.155，与刘徽的“徽率”（π=3.1416）、南朝祖冲之的“祖率”（π=3.1415926与3.1415927之间）很相近，为中国天文学的数学作出了可贵的贡献。

## 延伸阅读
[在维基数据编辑]
 《三國志·卷65》，出自陳壽《三國志》